# Librilla
Librilla er en by og kommune i det sydøstlige Spanien i Murcia-regionen. Den har et indbyggertal på 5.777 (2024) indbyggere.